# Teatre Asiàtic
El Teatre Asiàtic o Teatre Jardí Asiàtic va ser un petit teatre situat al Carrer del Roser de Barcelona que va estar en funcionament entre el 1879 i el 1932.
Era un «teatre de barriada», segons Sempronio, que estava regentat per Josep Carabén Vendrell, que esdevindria l'amo del Café Espanyol de la veïna avinguda del Paral·lel. L'any 1892 la sala figurava a les cartelleres amb el nom de Teatre Lope de Vega. L'any 1909 va recuperar el de Teatre Asiàtic.
A l'escena de l'Asiàtic s'hi representaven obres líriques dramàtiques, moltes en català. Entre d'altres, essent encara una nena, s’hi presentà Margarida Xirgu. El 1890 hi va actuar una companyia catalana liderada per Enric Borràs. El juliol de 1895 el teatre acollí una vetllada per la mort Frederic Soler i Hubert, Pitarra. I l'any 1926 s'hi homenatjà Santiago Rusiñol.